# Satcom 3R
O Satcom 3R foi um satélite de comunicação geoestacionário construído pela GE Astro, ele esteve localizado na posição orbital de 131 graus de longitude leste e era operado pela RCA Americom (posteriormente renomeada para GE Americom). O satélite foi baseado na plataforma AS-3000.

## História
O RCA-SATCOM 3R foi o quarto de uma série de satélites de comunicações comerciais da RCA-GLOBCOM lançados numa órbita de transferência geoestacionária a partir do Cabo Canaveral. O foguete Delta funcionou nominalmente, colocando o satélite e seu motor de apogeu (ABM) na órbita de transferência desejada que permitiu os sistemas de propulsão a atender os seus objetivos.

## Lançamento
O satélite foi lançado com sucesso ao espaço no dia 20 de novembro de 1981, por meio de um veículo Delta-3910, lançado a partir da Estação da Força Aérea de Cabo Canaveral, na Flórida, Estados Unidos. Ele tinha uma massa de lançamento de 1.120 kg.

## Capacidade e cobertura
O Satcom 3R era equipado com 24 (mais 4 de reserva) transponders em banda C para fornecer serviços de transmissões via satélite aos Estados Unidos.